# 加古川市立陵南中学校
加古川市立陵南中学校（かこがわしりつ りょうなんちゅうがっこう）は、兵庫県加古川市野口町水足にある公立中学校。
名前の由来は、日岡陵の南に位置することから。

## 基礎データ

### 沿革
- 1986年4月1日 - 近隣の加古川市立中部中学校・山手中学校の生徒数増加に伴い創立。

### 校歌
作詞:橘 一郎、作曲:前川 隆。1986年作詞。

### 若い力
事実上の応援歌は若い力となっている。体育大会で歌われることが多い。

### 学区
学区は、加古川市立野口北小学校の児童全員と、加古川市立神野小学校のうち、石守地区居住の児童が対象。

### 交通アクセス
- JR神戸線東加古川駅下車、徒歩28分。
- 加古川バイパス 加古川東ランプ
- 東播磨南北道路 神野ランプ

## 部活動

### 運動部
- 剣道部
- ソフトテニス部
- 卓球部
- バスケットボール部
- 女子バレーボール部
- 野球部
- 陸上競技部
  - 1986年（昭和61年） 近畿駅伝競走大会 男子：優勝 女子：3位
  - 1987年（昭和62年） 近畿駅伝競走大会 男子：4位 女子：4位
  - 1988年（昭和63年） 近畿駅伝競走大会 女子：準優勝
  - 1991年（平成3年） 近畿駅伝競走大会 男子：準優勝
  - 1992年（平成4年） 近畿駅伝競走大会 男子：優勝
  - 1993年（平成5年） 第1回全国中学校駅伝大会 男子：優勝
  - 1994年（平成6年） 第2回全国中学校駅伝大会 男子：優勝
  - 1996年（平成8年） 近畿駅伝競走大会 男子：3位 女子：5位
  - 1996年（平成8年） 第36回JC駅伝競走大会 男女混合：優勝
  - 1997年（平成9年） 第46回聖徳太子奉賛中学校駅伝競走大会 男子：優勝
  - 2011年（平成23年） 東播地区中学校駅伝競走大会 男子：4位
  - 2013年（平成25年） 第53回JC駅伝競走大会 男女混合：2位
  - 2014年（平成26年） 東播地区中学校駅伝競走大会 男子：5位
  - 2014年（平成26年） 第11回加古川駅伝競走大会 男子：2位
  - 2014年（平成26年） 第12回兵庫県中学校新人駅伝競走大会 男子：5位
  - 2014年（平成26年） 近畿駅伝競走大会 男子：4位
  - 2014年（平成26年） 第54回JC駅伝競走大会 男女混合：優勝
  - 2014年（平成26年） 東播地区中学校駅伝競走大会 男子：3位
  - 2015年（平成27年） 第12回加古川駅伝競走大会 男子：優勝
  - 2015年（平成27年） 第64回聖徳太子奉賛中学校駅伝競走大会 男子：優勝
  - 2015年（平成27年） 第13回兵庫県中学校新人駅伝競走大会 男子：優勝
  - 2015年（平成27年） 東播地区中学校駅伝競走大会 男子：優勝
  - 2017年（平成29年） 東播地区中学校駅伝競走大会 男子：3位

### 文化部
- 家庭科部
- 吹奏楽部
- 図書部
- 放送部
- 美術部

## 近隣

### 企業・工場
- SRIハイブリッド 加古川工場
- NTTコムウェア・ビリングソリューション 関西センター
- M&D建材 西日本支店
- シスメックス 加古川工場
- 日本精化 加古川西工場、加古川東工場
- ハリマ食品 加古川工場
- ハリマ化成 加古川製造所、中央研究所
- 本州製罐 兵庫工場
- 丸大運送店 加古川営業所
- メイショク 加古川工場

### 病院
- にしお歯科
- 東加古川病院

### 公共施設
- 加古川刑務所
- 加古川市環境美化センター

### 神社・仏閣
- 横蔵寺
- 若宮神社

### 店舗
- ガスト 加古川水足店
- ナフコ 加古川店
- マックスバリュ 水足店

### その他
- 加古川野口団地
- 日岡山公園

## 著名な出身者
- 三好博規（声優、ナレーター）
- 吉本芳英（鳥取大学大学院准教授、理学博士、計算物性物理）
- 櫻井慎也（声優）

## 通学区域が隣接している学校
- 加古川市立山手中学校
- 加古川市立氷丘中学校
- 加古川市立中部中学校
- 加古川市立平岡中学校
- 稲美町立稲美北中学校